# エドヴァルド・ミルゾヤン
エドヴァルド・ミハイロヴィッチ・ミルゾヤン（アルメニア語: Էդուարդ Միրզոյան,ロシア語: Э́двард Миха́йлович Мирзоя́н, 英語: Edvard Mikhailovich Mirzoyan, 1921年5月12日 - 2012年10月5日）は、アルメニアの作曲家。

## 経歴
1921年、ソビエト連邦時代のグルジア・ソビエト社会主義共和国（現在のジョージア）ゴリに生まれるが、1924年にエレバンに移住。エレバン音楽院で学んだ後、モスクワで学ぶ。
1947年、モスクワで弦楽四重奏曲第1番を作曲した。1948年からエレバン音楽院で教壇に立ち、1972年から1986年まで作曲学部長を務めた。また1957年から1991年までアルメニア作曲家連盟議長を務めた。

## 作曲作品と作風
作風はセルゲイ・プロコフィエフ、ドミートリイ・ショスタコーヴィチ、バルトーク・ベーラの影響を受け、その上にアルメニア民謡を取り入れたものである。
作品には交響曲、室内楽曲、歌曲、ピアノ曲、映画音楽がある。代表作には『ティンパニと弦楽のための交響曲』（1962）、『アラム・ハチャトゥリアンの思い出に寄せる詩碑銘』（1988）、連作ピアノ曲『祖母のアルバム』（1984）などがある。

## 家族・親族
- 父：ミハイル・ミルゾヤンも作曲家。